# Philip Fox (Astronom)

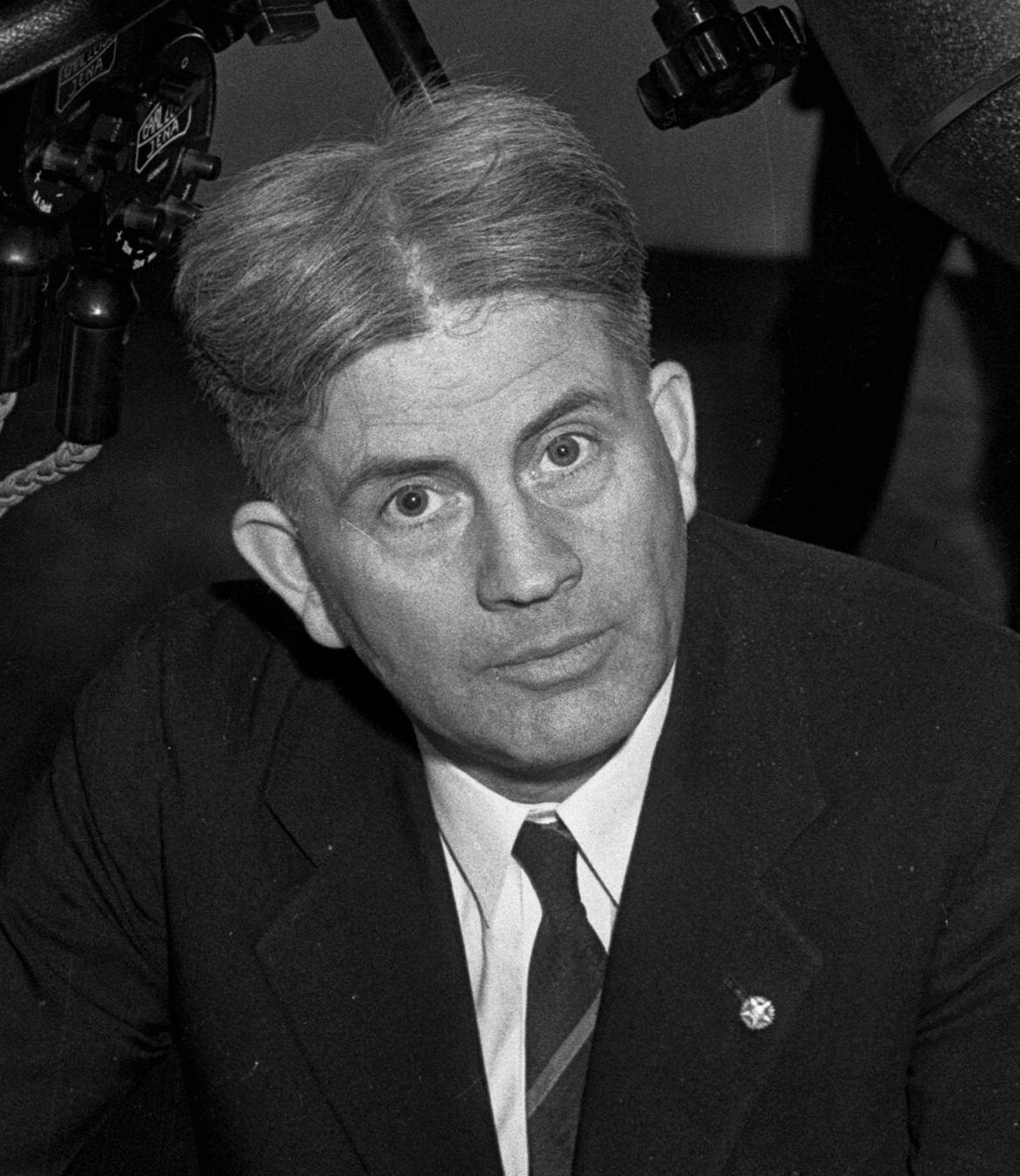
Philip Fox (1935)

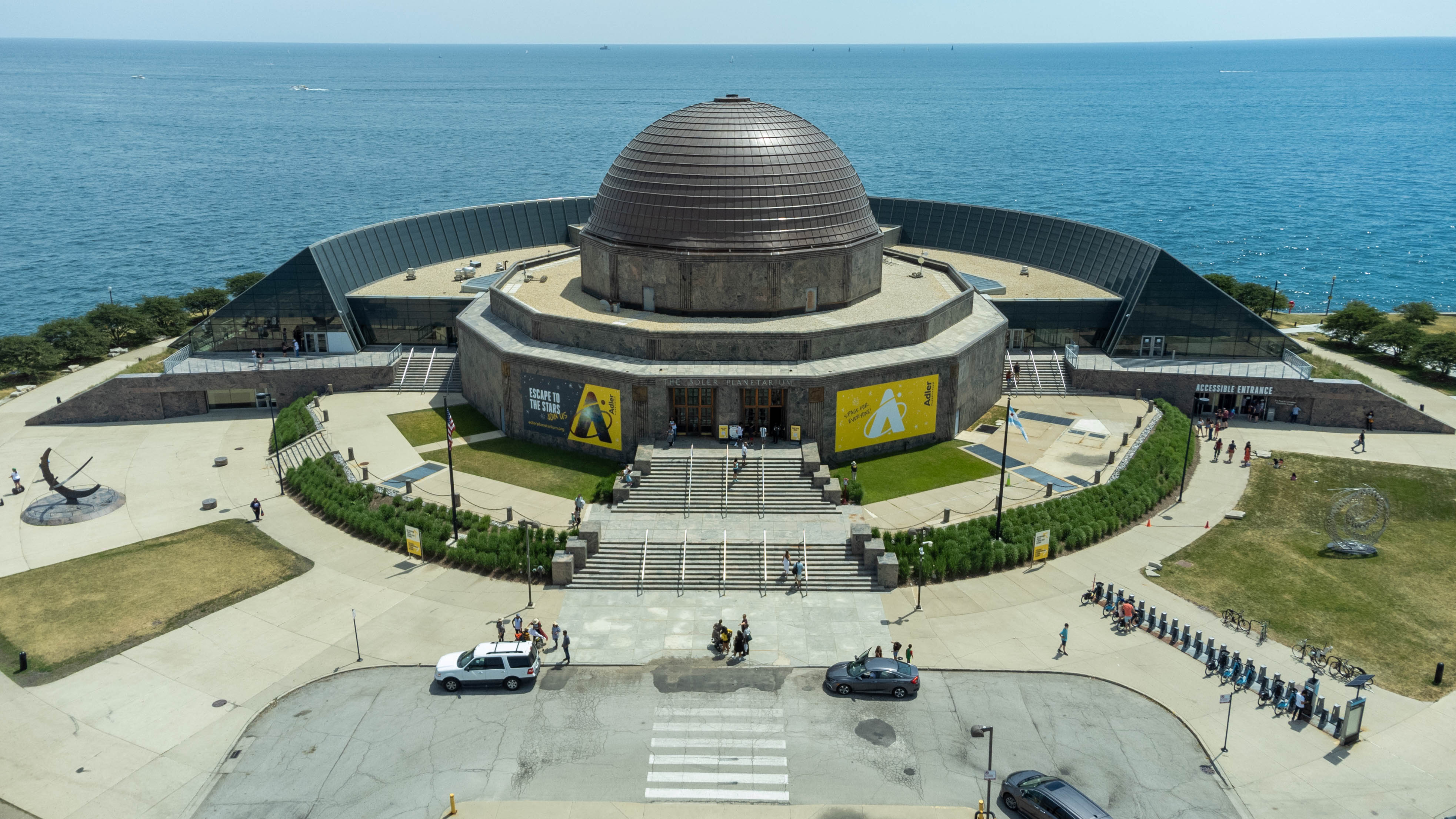
Adler-Planetarium

Philip Fox (* 7. März 1878 in Manhattan (Kansas); † 21. Juli 1944 in Boston) war ein US-amerikanischer Astronom.

## Leben
Philip Fox wurde am 7. März 1878 als Sohne von Simeon Fox und Esther Fox, geb. Butler, in Manhattan in Kansas geboren. Er machte 1897 seinen Bachelor-Abschluss in Mathematik am Kansas State College und unterrichtete anschließend Mathematik.
Während des Spanisch-Amerikanischen Krieges diente er auf den Philippinischen Inseln und kehrte anschließend nach Kansas zurück, wo er 1901 seinen Master-Abschluss erhielt. Im Jahr darauf erhielt er am Dartmouth College einen zweiten Bachelor-Abschluss in Physik, ging dann zu Edwin Frost ans Yerkes-Observatorium und betrieb dort Sonnenforschung. 1905 verbrachte er ein Studienjahr an der Humboldt-Universität zu Berlin, kehrte anschließend nach Yerkes zurück, bis er 1909 den Direktorenposten am Dearborn Observatory der Northwestern University annahm, wo er das dortige Forschungsprogramm über Doppelsterne fortführte. Während des Ersten Weltkrieges diente er als Freiwilliger in Frankreich und nahm nach dem Krieg Forschung und Lehre am Dearborn Observatory wieder auf.
Fox wurde 1929 zum ersten Direktor des Adler-Planetariums ernannt, dessen Ausstattung und Ausrichtung er maßgeblich beeinflusste. Er unternahm zwei Europareisen, auf denen er Ideen zum Betrieb des Planetariums sammelte und die Sammlung des wissenschaftlichen Museums erweiterte. 1933 verfasste er ein Buch über das Planetarium. Am 1. Mai 1937 verließ er das Planetarium und übernahm die Leitung des Museum of Science and Industry in Chicago. Während des Zweiten Weltkriegs wurde er zum Militär einberufen und war ab 1942 befehlshabender Offizier am Army Electronics Center an der Harvard University.
Philip Fox wurde 1915 in die American Academy of Arts and Sciences gewählt. Er war von 1925 bis 1933 Sekretär und 1937 Vize-Präsident der Abteilung D der American Association for the Advancement of Science und von 1938 bis 1940 Vize-Präsident der American Astronomical Society. Im Jahre 1973 benannte die IAU den Mondkrater Fox offiziell nach Philip Fox.
Fox war verheiratet und hatte vier Kinder. Er starb am 21. Juli 1944 an einer Hirnblutung.